# Imielno (województwo łódzkie)
Imielno – wieś w Polsce położona w województwie łódzkim, w powiecie kutnowskim, w gminie Nowe Ostrowy.
Wieś szlachecka Jemielino położona była w drugiej połowie XVI wieku w powiecie gostynińskim ziemi gostynińskiej województwa rawskiego. W latach 1975–1998 miejscowość administracyjnie należała do województwa płockiego.
W 1685 arcybiskup gnieźnieński Jan Stefan Wydżga utworzył w Imielnie rzymskokatolicką parafię Niepokalanego Poczęcia NMP.

## Zabytki
Obiekty zabytkowe wpisane do rejestru zabytków nieruchomych:
- Parafialny kościół pw. Niepokalanego Poczęcia NMP, drewniany z XVII w. (nr rej.: 407 z 11.07.1967)
- Dzwonnica drewniana (nr rej.: 408 z 11.07.1967)
- Zespół dworski (dwór i park), poł. XIX w. (nr rej.: 479 z 20.11.1978)